# Ettore Chendi
Ettore Chendi (Ferrara, 1865 – Ferrara, 1911) è stato uno scultore italiano.

## Biografia
Marmista oltreché scultore, Ettore era figlio dell'artigiano Gaetano. Completò i propri studi a Roma nel 1891, chiedendo un sussidio alla Provincia ferrarese. Nel 1904 aprì un laboratorio per la lavorazione del marmo con Ugo Capisani in via della Ghiara n. 26.

## Esposizioni e Concorsi
- 1900: rassegna a Palazzo dei Diamanti assieme a Legnani, Chinarelli, Minerbi, (Ars et Charitas, Testa di Nazareno, Tavolozza)[1]
- 1906: concorso per l'esecuzione del Monumento a Garibaldi, Ferrara[1]

## Opere
Nella Certosa cittadina:
- Tomba Niccolini, 1895 (assieme ai fratelli Secchieri, su disegno di Righini)